# 海城河
海城河，位于中华人民共和国辽宁省海城市的一条河流，是太子河左岸支流，发源于海城市孤山镇瓦子沟村东南的兄弟山，蜿蜒向北流，经孤山镇、析木镇，于马风镇大房身村转西北流，经海城市区、牛庄镇等地，于牛庄镇西小村北汇入太子河。河流全长90.8千米，流域面积1293.17平方千米，河道平均比降1.74‰，年均径流量2.251亿立方米。海城河上游矿产资源丰富，经济以矿山工业为主，乡镇工业较为发达；下游两岸土地肥沃，为重要的商品粮基地。